# Distrito de Obersimmental
El distrito de Obersimmental (hispanizado Alto Simmental) es uno de los antiguos veintiséis distritos del cantón de Berna, Suiza, situado al suroeste del cantón, tiene una superficie de 334 km². La capital del distrito era Zweisimmen. 

## Geografía
El distrito de Obersimmental es uno de los distritos que forman la región del Oberland bernés (Berner Oberland en alemán). Limita al noroeste con los distritos de Gruyère (FR) y Sense (FR), al este con los de Niedersimmental y Frutigen, al sur con los de Leuk (VS) y Hérens (VS), y al oeste con el distrito de Saanen.

## Historia
Castellanía bernesa (equivalente de una bailía) de 1386 a 1798, distrito del cantón del Oberland (1798-1803), bailía en 1803, y luego distrito del cantón de Berna desde 1831. Durante la guerra de Sempach (1386), Berna se apodera de las señorías friburguenses de Mannenberg y Laubegg y las hizo administrar por un castellano que residía en el castillo de Blankenburgo. El patíbulo se encontraba en Galgenbühl. Desde el siglo XIV los habitantes del Obersimmental firmaron tratados, algunos sin el consentimiento de sus señores. Tenían su propio consuetudinario, recopilado por primera vez en 1347, que Berna confirmó tras la conquista y codifica a continuación en varias ocasiones (la última en 1796). 
El órgano administrativo de la comunidad era la Landsgemeinde o Landtag en la que a su cabeza se encontraban funcionarios locales (abanderado, tesorero, secretario). A partir de finales del siglo XIV, Berna completa sus posesiones en la región cuando compra las señorías de Simmenegg (1391) y de Reichenstein (1494) así como la jurisdicción de La Lenk (1502), plazándolas bajo la administración de la castellanía de Obersimmental. 
El valle se opuso a la reforma protestante. Después 1798, Blankenburg siguió siendo sede de las autoridades. El distrito administrativo y judicial de Obersimmental comprende las comunas de Boltigen, Lenk im Simmental, Sankt Stephan y Zweisimmen; figura entre los pequeños distritos del cantón en cuanto a número de comunas, mientras que su superficie está situada entre las medianas. Desde 1997, el distrito hace parte de la región administrativa del Oberland y de la circunscripción judicial y catastral de Obersimmental-Saanen; la sede del tribunal se encuentra en Saanen, mientras que la oficina catastral se encuentra en el castillo de Blankenburgo. El distrito fue disuelto el 31 de diciembre de 2009 tras la entrada en vigor de la nueva organización territorial del cantón de Berna. Las comunas de Obersimmental fueron absorbidas por el nuevo distrito administrativo de Obersimmental-Saanen.

## Comunas
| Distrito de Obersimmental | Distrito de Obersimmental | Distrito de Obersimmental | Distrito de Obersimmental | Distrito de Obersimmental |
| Comunas                   | Población (31.12.2008)    | Superficie km²            | Densidad hab./km²         |                           |
| ------------------------- | ------------------------- | ------------------------- | ------------------------- | ------------------------- |
| Boltigen                  | 1404                      | 77,0                      | 18,23                     |                           |
| Lenk im Simmental         | 2371                      | 123,1                     | 19,26                     |                           |
| Sankt Stephan             | 1364                      | 60,9                      | 22,39                     |                           |
| Zweisimmen                | 2913                      | 73,1                      | 39,84                     |                           |
| Total (4)                 | 8052                      | 334,1                     | 24,10                     |                           |